# Вікенберг
Вікенберг (англ. Wickenburg) — місто (англ. town) в США, в округах Марікопа і Явапай штату Аризона. Населення — 7474 особи (2020).

## Географія
Вікенберг розташований за координатами 33°58′13″ пн. ш. 112°45′10″ зх. д. / 33.97028° пн. ш. 112.75278° зх. д. (33.970393, -112.752672). За даними Бюро перепису населення США в 2010 році місто мало площу 48,61 км², з яких 48,59 км² — суходіл та 0,01 км² — водойми. В 2017 році площа становила 66,48 км², з яких 66,47 км² — суходіл та 0,01 км² — водойми.
Місто розташоване за 60 км на північний захід від міста Фінікс у північних районах пустелі Сонора.

### Клімат
| Клімат : Вікенберг      | Клімат : Вікенберг | Клімат : Вікенберг | Клімат : Вікенберг | Клімат : Вікенберг | Клімат : Вікенберг | Клімат : Вікенберг | Клімат : Вікенберг | Клімат : Вікенберг | Клімат : Вікенберг | Клімат : Вікенберг | Клімат : Вікенберг | Клімат : Вікенберг | Клімат : Вікенберг |
| Показник                | Січ.               | Лют.               | Бер.               | Квіт.              | Трав.              | Черв.              | Лип.               | Серп.              | Вер.               | Жовт.              | Лист.              | Груд.              | Рік                |
| Абсолютний максимум, °C | 31,1               | 31,7               | 36,1               | 38,9               | 45,6               | 47,8               | 49,4               | 47,2               | 46,7               | 42,8               | 35,0               | 30,6               | 49,4               |
| Середній максимум, °C   | 18,1               | 19,9               | 22,9               | 27,5               | 32,6               | 37,9               | 39,8               | 38,4               | 35,7               | 29,8               | 23,2               | 18,6               | 28,7               |
| Середній мінімум, °C    | −0,4               | 1,3                | 3,6                | 6,3                | 10,2               | 14,8               | 20,9               | 20,4               | 15,8               | 9,2                | 3,2                | −0,3               | 8,8                |
| Абсолютний мінімум, °C  | −12,2              | −10                | −7,2               | −4,4               | 0,0                | 3,3                | 8,9                | 8,3                | 2,8                | −5                 | −8,9               | −12,2              | −12,2              |
| Норма опадів, мм        | 34                 | 39                 | 31                 | 10                 | 5                  | 3                  | 35                 | 54                 | 31                 | 16                 | 23                 | 27                 | 308                |
| ----------------------- | ------------------ | ------------------ | ------------------ | ------------------ | ------------------ | ------------------ | ------------------ | ------------------ | ------------------ | ------------------ | ------------------ | ------------------ | ------------------ |
| Джерело:                |                    |                    |                    |                    |                    |                    |                    |                    |                    |                    |                    |                    |                    |

## Історія

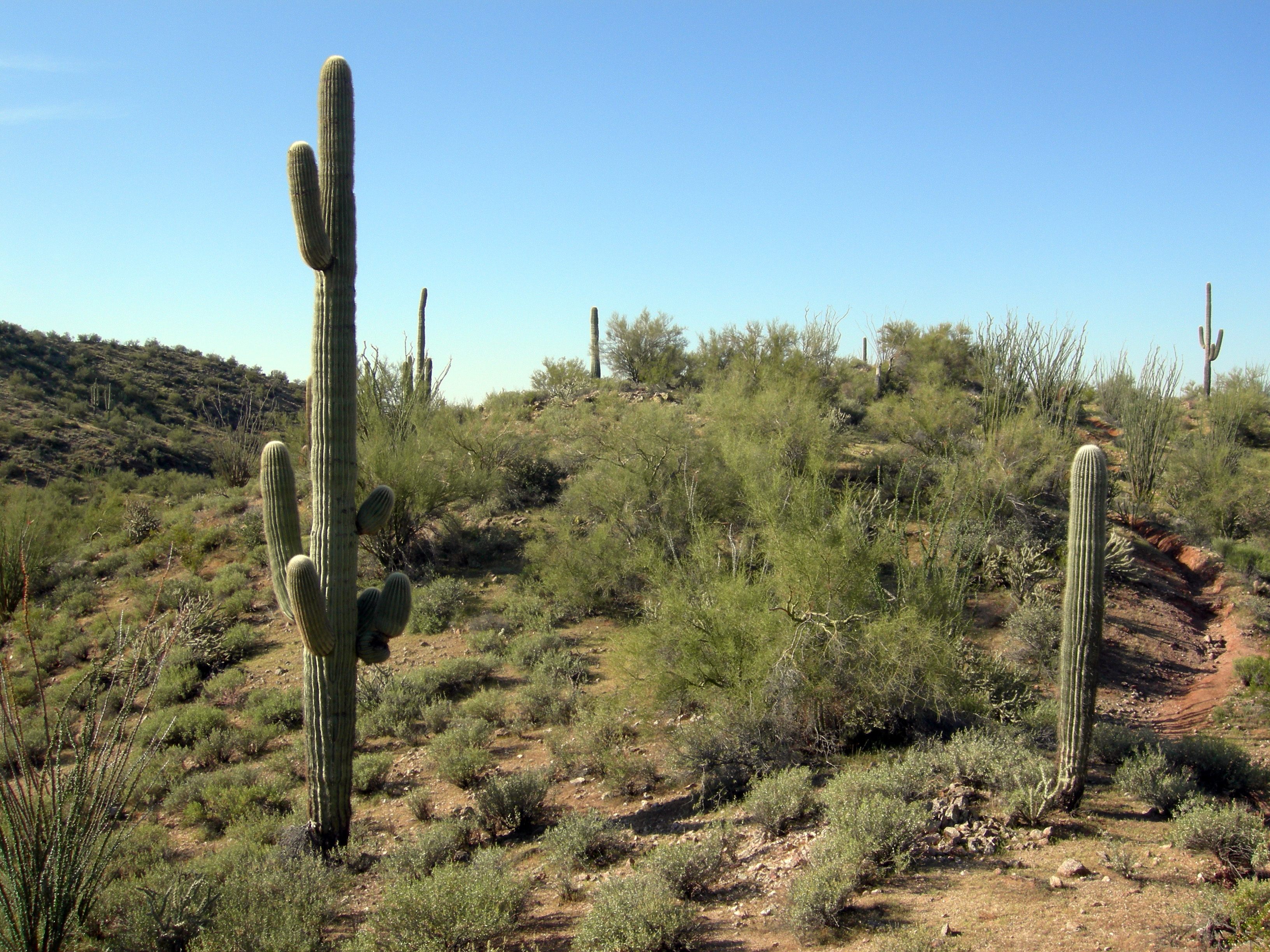
Пустеля Сонора біля Вікенберга

Містечко названо за ім'ям Генрі Вікенберга, який прийшов у цей район у пошуках золота. Він був винагороджений відкриттям шахти «Vulture Mine», у якій було знайдено золота на суму понад 30 мільйонів доларів.
Фермери і селяни виявили родючі заплави річки Гассаямпа і оселилися в цьому районі. Річка перетворює це місце на оазу в пустелі з багатою фауною, яка включає багатьох зникаючих птахів і тварин.
Генрі Вікенберг й інші шахтарі заснували це поселення в 1863 році. Місто Вікенберг було зареєстроване в 1909 році.
Місто пережило війну з індіанцями закриття шахт, посухи і катастрофічну повінь в 1890 році, коли зірвало греблю Walnut Creek. Незважаючи на ці випробування і негаразди місто продовжувало зростати. У 1895 році в місто приоклали залізницю. Історичне депо стоїть досі, у ньому знаходиться торгова палата Вікенберга.

## Демографія

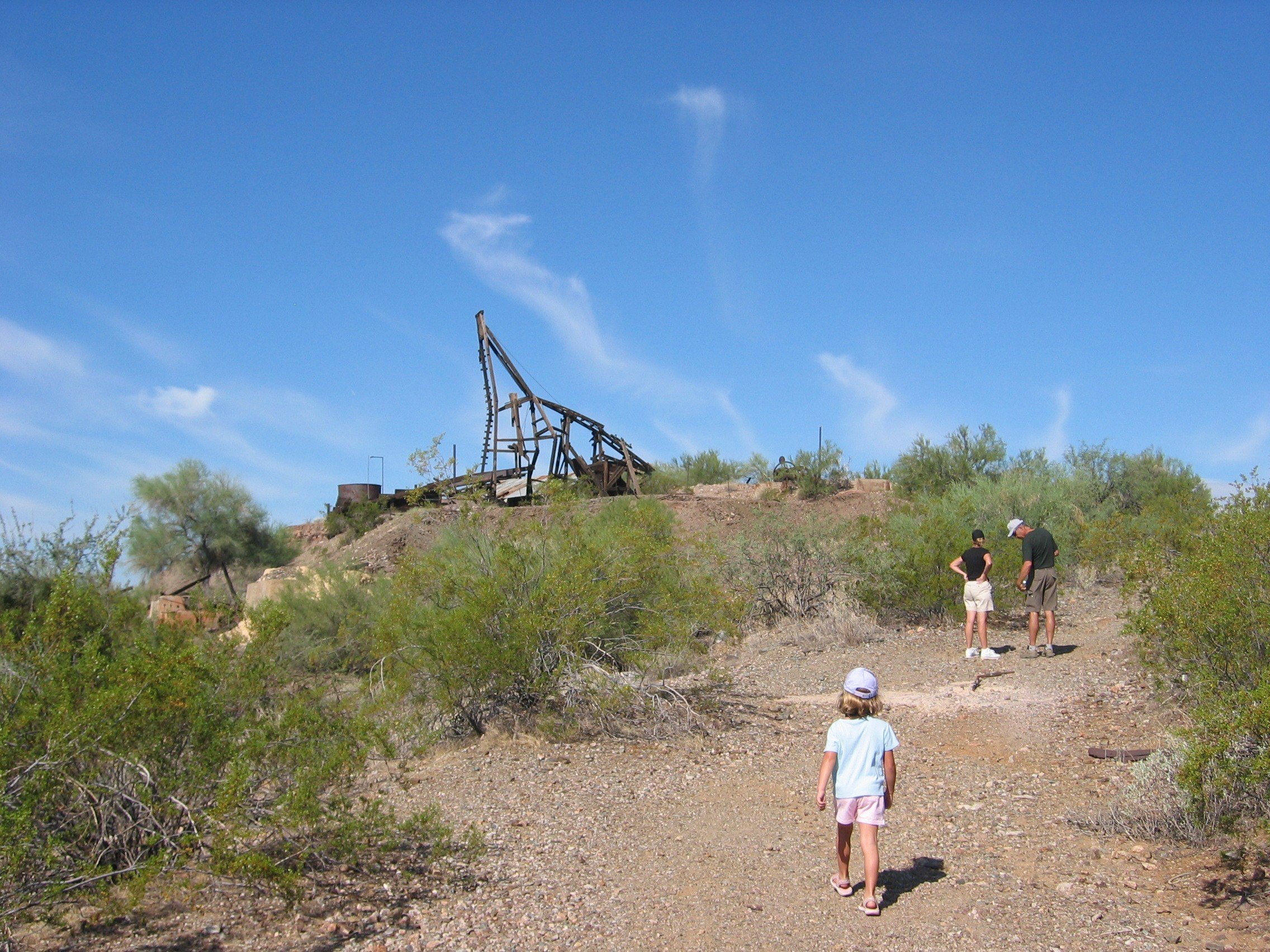
Шахта «Vulture Mine»

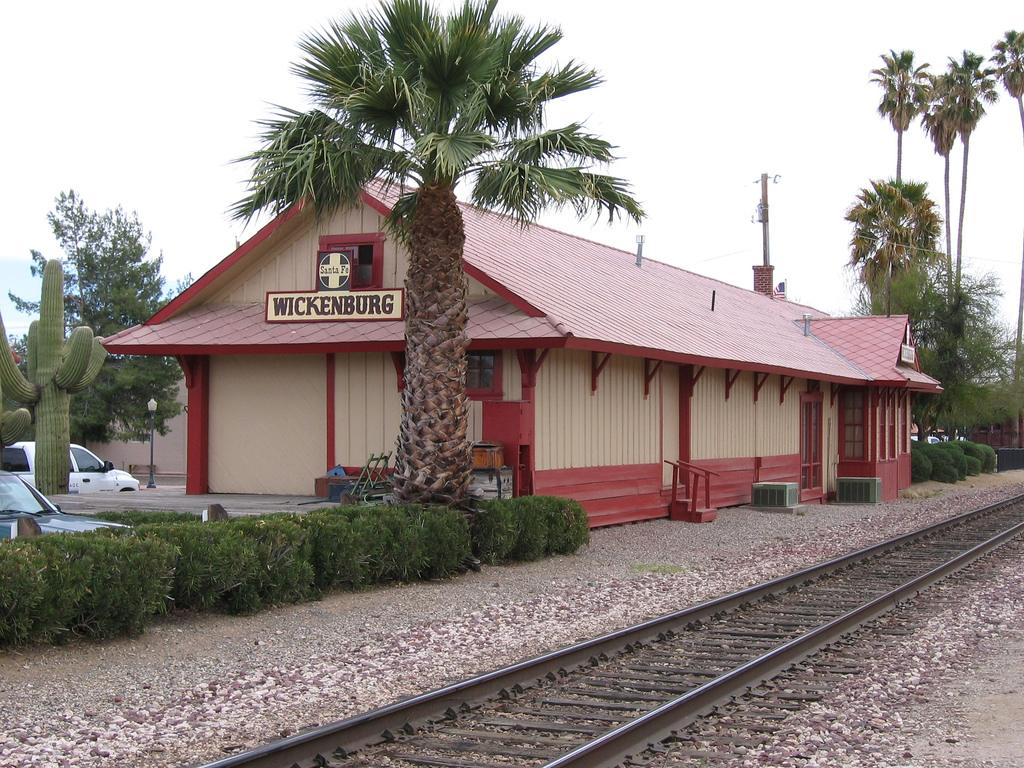
Старовинне депо, де зараз розміщується торгова палата Вікенберга

Згідно з переписом 2010 року, у місті мешкали 6363 особи в 2909 домогосподарствах у складі 1749 родин. Густота населення становила 131 особа/км². Було 3619 помешкань (74/км²).
Расовий склад населення:
| - 90,5 % — білих - 1,4 % — корінних американців - 0,6 % — азіатів - 0,2 % — чорних або афроамериканців - 5,8 % — осіб інших рас |

До двох чи більше рас належало 1,5 %. Частка іспаномовних становила 13,4 % від усіх жителів.
За віковим діапазоном населення розподілялося таким чином: 17,7 % — особи молодші 18 років, 50,9 % — особи у віці 18—64 років, 31,4 % — особи у віці 65 років та старші. Медіана віку мешканця становила 52,7 року. На 100 осіб жіночої статі у місті припадало 90,7 чоловіків; на 100 жінок у віці від 18 років та старших — 90,5 чоловіків також старших 18 років.
Середній дохід на одне домашнє господарство становив 50 010 доларів США (медіана — 39 148), а середній дохід на одну сім'ю — 65 162 долари (медіана — 50 906). Медіана доходів становила 46 602 долари для чоловіків та 32 669 доларів для жінок. За межею бідності перебувало 16,9 % осіб, у тому числі 34,0 % дітей у віці до 18 років та 6,0 % осіб у віці 65 років та старших.
Цивільне працевлаштоване населення становило 2425 осіб. Основні галузі зайнятості: освіта, охорона здоров'я та соціальна допомога — 25,5 %, науковці, спеціалісти, менеджери — 12,0 %, мистецтво, розваги та відпочинок — 10,7 %, роздрібна торгівля — 10,6 %.